# Joachim Nowotny
Joachim Nowotny (* 16. Juni 1933 in Rietschen, Kreis Rothenburg (Ob. Laus.); † 13. Januar 2014 in Leipzig) war ein deutscher Schriftsteller.

## Leben

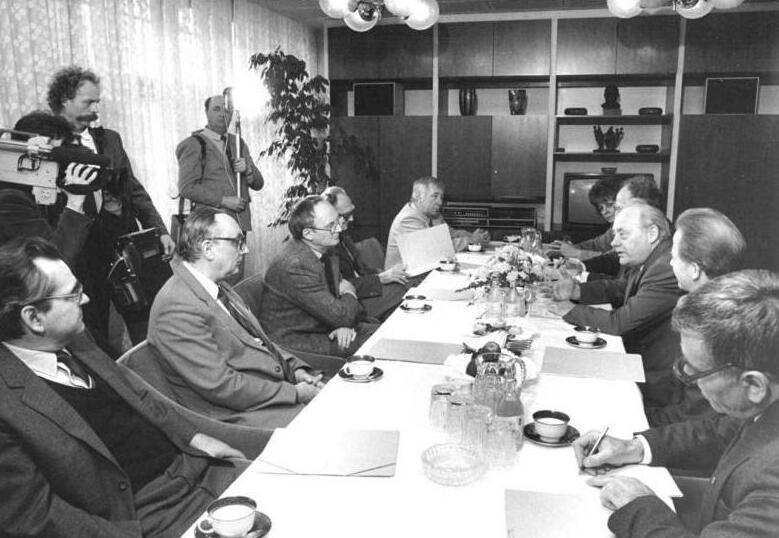
Joachim Nowotny (ganz links, 1987)

Joachim Nowotny entstammte einer Arbeiterfamilie aus dem damals schlesischen Teil der Oberlausitz. Er absolvierte eine Lehre als Zimmermann und arbeitete in diesem Beruf. 1954 legte er an einer Arbeiter-und-Bauern-Fakultät die Reifeprüfung ab und studierte anschließend bis 1958 Germanistik an der Karl-Marx-Universität. Nach Abschluss des Studiums arbeitete er als Verlagslektor. Seit 1962 lebte er als freier Schriftsteller in Leipzig. Von 1967 bis 1982 wirkte er als Dozent am dortigen Literaturinstitut Johannes R. Becher. Nowotny war Mitglied der SED. In seinen letzten fünfundzwanzig Lebensjahren war er aufgrund eines Unfalls querschnittgelähmt und auf einen Rollstuhl angewiesen.
Joachim Nowotny ist Verfasser von Erzählungen, Romanen, Hör- und Fernsehspielen. Den Schwerpunkt seines Werkes bilden Kinder- und Jugendbücher; thematisch ist er eng mit seiner Heimatregion, der Lausitz, verbunden. Nowotny behandelte als einer der ersten DDR-Autoren am Beispiel des Lausitzer Braunkohle-Tagebaus Themen wie Landschafts- und Umweltzerstörung. Von 1972 bis 1981 wurde Nowotny als GMS bzw. Inoffizieller Mitarbeiter Dozent vom Ministerium für Staatssicherheit der DDR genutzt.
Ab 1974 war Nowotny Mitglied im Schriftstellerverband der DDR und 1978 bis 1989 dessen Vizepräsident. Seit 1990 war er Mitglied des Verbands Deutscher Schriftsteller. Er erhielt unter anderem folgende Auszeichnungen: 1971 den Alex-Wedding-Preis, 1977 den Heinrich-Mann-Preis, 1978 den Vaterländischen Verdienstorden in Bronze, 1979 einen Nationalpreis der DDR (II. Klasse für Kunst und Literatur) sowie 1986 den Kunstpreis des FDGB.
Nowotny starb am 13. Januar 2014 mit 80 Jahren an einer Lungenentzündung in einem Leipziger Krankenhaus.

## Buchveröffentlichungen
- Hochwasser im Dorf, Berlin 1963
- Jagd in Kaupitz, Berlin 1964
- Hexenfeuer, Halle (Saale) 1965
- Jakob läßt mich sitzen, Berlin 1965
- Labyrinth ohne Schrecken, Halle (Saale) 1967
- Der Riese im Paradies, Berlin 1969
- Sonntag unter Leuten, Halle (S.) 1971
- Ein gewisser Robel, Halle (Saale) 1976
- Die Gudrunsage, Berlin 1976
- Ein seltener Fall von Liebe, Halle [u. a.] 1978
- Abschiedsdisco, Berlin 1981
- Letzter Auftritt der Komparsen, Halle [u. a.] 1981
- Die Äpfel der Jugend, Berlin [u. a.] 1983
- Ein Lächeln für Zacharias, Berlin 1983
- Der erfundene Traum und andere Geschichten, Berlin 1984
- Schäfers Stunde, Halle [u. a.] 1985
- Der Popanz, Berlin 1986
- Wo der Wassermann wohnt, Bautzen 1988 (zusammen mit Gerald Große)
- Adebar und Kunigunde, Berlin 1990
- Als ich Gundas Löwe war, Leipzig 2001

## Herausgeberschaft
- Ich trag die neue Welt in mir, Berlin 1968

## Hörspiele (Auswahl)
- 1968: Abstecher mit Rührung – Regie: Gert Andreae (Hörspiel – Rundfunk der DDR)
- 1969: Jakob läßt mich sitzen – Regie: Detlef Kurzweg (Kinderhörspiel/Kurzhörspiel – Rundfunk der DDR)
- 1971: Vier Frauen eines Sonntags – Regie: Theodor Popp
- 1972: Kuglers Birken – Regie: Walter Niklaus
- 1974: Ein altes Modell – Regie: Walter Niklaus, Rundfunk der DDR
- 1976: Brot und Salz – Regie: Horst Liepach, Rundfunk der DDR
- 1978: Ein seltener Fall von Liebe – Regie: Werner Grunow, Rundfunk der DDR
- 1984: Sonderziehung – Regie: Werner Grunow, Rundfunk der DDR
- 1986: Adebar und Kunikunde – Regie: Karlheinz Liefers (Kinderhörspiel – Rundfunk der DDR)
- 1991: Hautauge – Regie: Peter Groger, Funkhaus Berlin

## Fernsehen (Auswahl)
- 1971: Die Jagd in Kaupitz
- 1974: Galgenbergstory
- 1976: Ein altes Modell
- 1984: Weiberwirtschaft
- 1990: Ein seltener Fall von Liebe

## Film (Auswahl)
- 1990: Abschiedsdisco, DEFA-Film, Drehbuch und Regie: Rolf Losansky